# 26-й запасной истребительный авиационный полк
26-й запасной истребительный авиационный полк (26-й зиап) — учебно-боевая воинская часть Военно-воздушных сил (ВВС) Вооружённых Сил РККА, занимавшаяся обучением, переподготовкой и переучиванием лётного состава строевых частей ВВС РККА в период боевых действий во время Великой Отечественной войны, осуществлявшая подготовку маршевых полков и отдельных экипажей на самолётах ЛаГГ-3, Як-3 и на самолётах-истребителях американского производства.

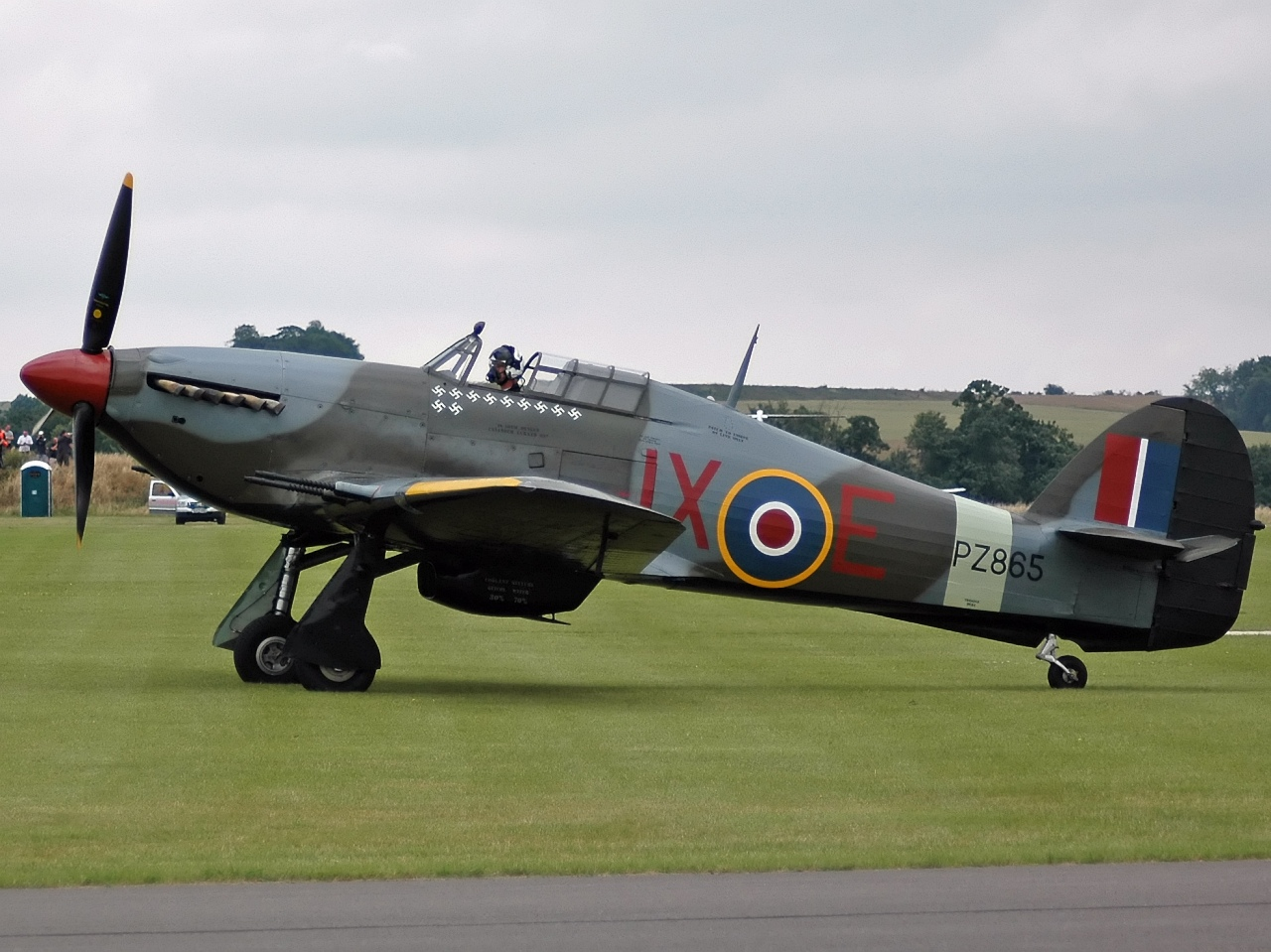
Харрикейн

## Наименования полка
- 11-й запасной истребительный авиационный полк;
- 26-й запасной истребительный авиационный полк.

## История и боевой путь полка
26-й запасной истребительный авиационный полк сформирован переименованием 11-го запасного истребительного авиационного полка 11 апреля 1942 года. С формирования по 18 октября 1943 года полк находился в подчинении штаба ВВС Закавказского фронта. С 18 октября 1943 года до своего расформирвоания 15 июня 1945 года полк входил в состав 4-й запасной авиабригады ВВС Закавказского фронта.

### Основное назначение полка
26-й запасной истребительный авиационный полк осуществлял подготовку маршевых полков и отдельных экипажей:
- на истребителях ЛаГГ-3 — с декабря 1941 года до середины 1944 года;
- на истребителях ЯК-3 - с 1944 года;
- на истребителях английского и американского производства Белл Р-39M/N/Q Аэрокобра, Харрикейн, Киттихаук - с ноября 1943 года по июнь 1945 года, а также перегонял новые истребители непосредственно на фронт в боевые истребительные авиаполки.За время войны в 26-м запасном истребительном авиационном полку было подготовлено свыше 700 лётчиков истребителей, обучено  и укомплектовано 30 маршевых боевых полков, полк перегнал на фронт в боевые истребительные авиаполки более 1000 новых истребителей.

## В составе соединений и объединений
| Период                                     | Округ              | армия      | бригада                          | примечание |
| ------------------------------------------ | ------------------ | ---------- | -------------------------------- | ---------- |
| 11 апреля 1942 года - 18 октября 1943 года | Закавказский фронт | ВВС фронта |                                  |            |
| 18 октября 1943 года - 15 июня 1945 года   | Закавказский фронт | ВВС фронта | 4-я запасная авиационная бригада |            |

## Командование полка
- Командир - подполковник Лагутин Пётр Иванович, 07.42 — 03.45
- Начальник штаба - полковник Хмыров

## Подготовка лётчиков
Процесс переучивания лётного состава был типовым: с фронта отводился полк, потерявший большое количество лётного состава, производилось его пополнение до штатных нормативов за счёт прибывающих лётчиков из других полков, из госпиталей, из училищ. Лётчики переучивались на новую материальную часть. Как правило, полк получал новые самолёты и снова отправлялся на фронт. Таким образом, запасной полк распределял самолёты, поступающие с заводов и с ремонтных баз.
В целях приобретения боевого опыта командно-инструкторский состав запасных авиационных полков направляли в авиационные полки действующей армии.

## Базирование
| Период                  | Аэродром                                       |
| ----------------------- | ---------------------------------------------- |
| 11.04.1942 — 23.05.1942 | Аэродром Кировабад (Агдам) Азербайджанская ССР |
| 23.05.1942 — 15.06.1945 | Аэродром Сандар (Марнеули) Грузинская ССР      |

## Самолёты на вооружении
| Период      | Самолёты               |
| ----------- | ---------------------- |
| 1941 — 1944 | ЛаГГ-3                 |
| 1944 — 1945 | Як-3                   |
| 1943 — 1946 | Bell P-39 Airacobra    |
| 1943 — 1944 | Hawker Hurricane       |
| 1943 — 1946 | Киттихаук Curtiss P-40 |

## Подготовленные полки

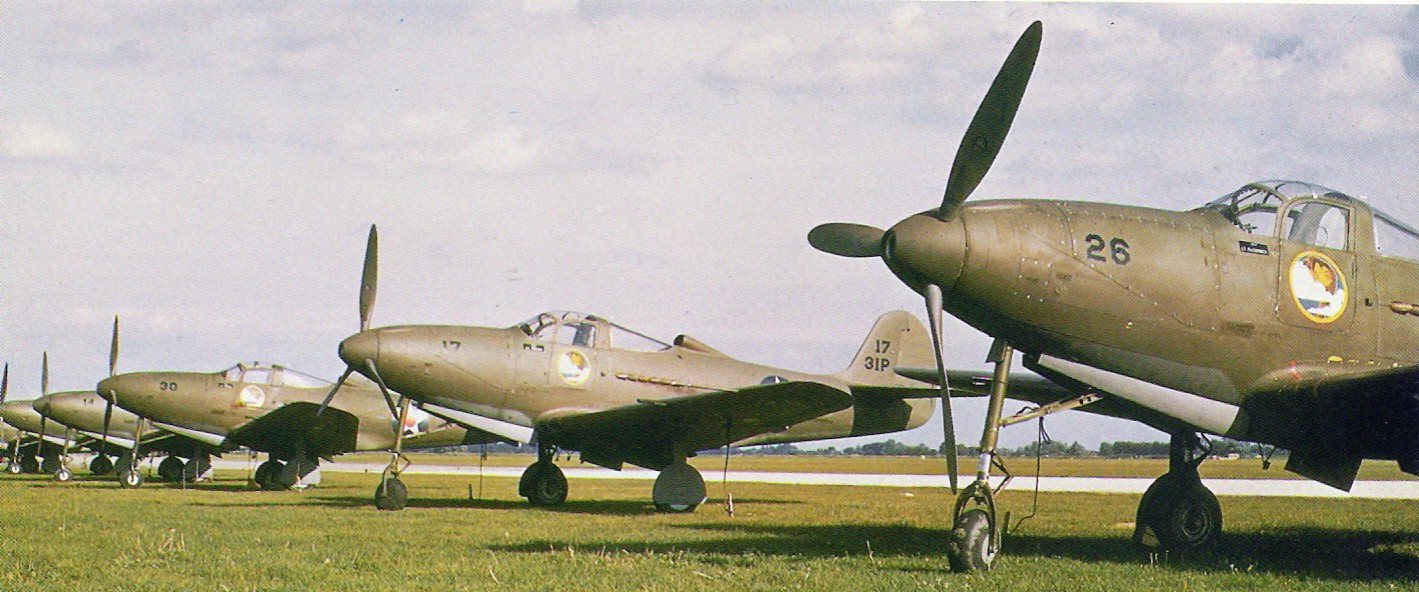
Р-39 Аэрокобра

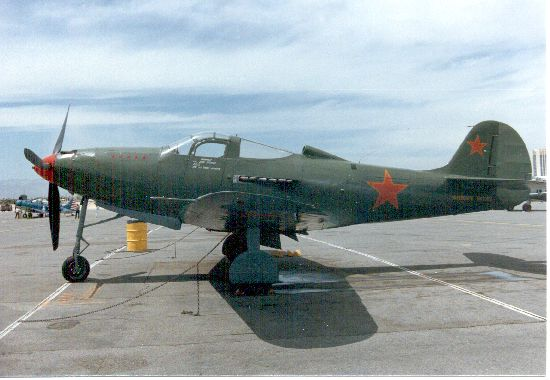
Р-39 Аэрокобра

- 68-й "А" истребительный авиационный полк (сформирован 03.08.1942 г. на И-16, переименован в 975-й иап)
- 88-й истребительный авиационный полк (21.12.1942 — 23.05.1943, ЛаГГ-3)
- 166-й истребительный авиационный полк
- 149-й истребительный авиационный полк (16.08.1942 г., переформирован, 20.12.1942 г. отправлен в 8-й зиап)
- 246-й истребительный авиационный полк
- 249-й истребительный авиационный полк
- 267-й истребительный авиационный полк (30.10.1942 — 12.02.1943, ЛаГГ-3, переформирован, с. Барчало)
- 269-й истребительный авиационный полк (25.08.1942 — 23.10.1942, доукомплектован, ЛаГГ-3)
- 347-й истребительный авиационный полк (с 15.08.1942 по 15.11.1942)
- 482-й истребительный авиационный полк
- 518-й истребительный авиационный полк (с 03.12.1942 г. по 05.01.1943 г, переформирован)
- 743-й истребительный авиационный полк (с 17.03.1943 г. по 11.08.1943 г., Хоукер Харрикейн)
- 805-й истребительный авиационный полк (с 13.12.1942 г. по 14.07.1943 г., доукомплектован, ЛаГГ-3)
- 821-й истребительный авиационный полк
- 863-й истребительный авиационный полк (с 14.12.1942 г. по 17.07.1943 г., доукомплектован, ЛаГГ-3)
- 926-й истребительный авиационный полк (с 30.10.1942 г. по 28.03.1943 г., переформирован по штату 015/284 и доукомплектован, ЛаГГ-3)
- 927-й истребительный авиационный полк — укомплектован (09.09.1942 — 10.12.1942)
- 975-й истребительный авиационный полк (переименован 21.08.1942 г. из 68-го «А» иап, И-16)
- 976-й истребительный авиационный полк (с 10.11.1942 по 12.01.1943, переформирован и направлен в 19-й зиап Сибирского ВО на переучивание)

## Отличившиеся воины полка
- Павлов Василий Георгиевич, заместитель командира 26-го запасного истребительного полка по ВСС. Удостоен звания Героя Советского Союза Указом Президиума Верховного Совета СССР от 3 февраля 1953 года за мужество и героизм, проявленные при испытании новой авиационной техники. Золотая Звезда № 10866.
- Гербинский Павел Яковлевич, лётчик-инструктор 26-го запасного истребительного полка. Удостоен звания Героя Советского Союза Указом Президиума Верховного Совета СССР от 1 мая 1957 года за мужество и героизм, проявленные при испытании новой авиационной техники. Посмертно.
- Коровушкин Николай Иванович, лётчик-инструктор 26-го запасного истребительного полка. Удостоен звания Героя Советского Союза Указом Президиума Верховного Совета СССР от 9 сентября 1957 года за мужество и героизм, проявленные при испытании новой авиационной техники.
- Решетнёв Михаил Фёдорович, авиамеханик 26-го запасного истребительного полка. Академик, доктор технических наук, профессор, генеральный конструктор и генеральный директор НПО «Прикладной механики» удостоен звания Героя Социалистического труда Указом Президиума Верховного Совета СССР от 11 октября 1974 года за выдающиеся заслуги.